# Pascale Audret
Pascale Audret (* 12. Oktober 1935 in Neuilly-sur-Seine; † 17. Juli 2000 bei Brive-la-Gaillarde; gebürtig Pascale Aiguionne Louise Jacqueline Marie Auffray) war eine französische Schauspielerin.

## Leben und Werk
Die Schwester des französischen Chanson-Sängers Hugues Aufray wuchs in Spanien auf. Im Alter von zwölf Jahren erhielt sie eine Klavier- und Geigenausbildung und zwei Jahre später Tanz- und Ballettunterricht. Daran schloss sich ein schauspielerisches Studium an. 
Bis 1955 arbeitete sie als Chorsängerin und Tänzerin an Pariser Operetten- und Revuebühnen sowie als Ansagerin und Kleindarstellerin an Cabarets. Einen ersten Theatererfolg feierte sie 1957 als Titelheldin in Das Tagebuch der Anne Frank.
Daraufhin wurden ihr sowohl in Unterhaltungsstreifen als auch in künstlerisch ambitionierten Filmen größere Rollen angeboten. Für ihre Rolle der Hortense in dem Naturdrama Wenn die Flut kommt – von Regisseur François Villiers, welcher 1959 den Golden Globe für den besten fremdsprachigen Film erhielt – wurde sie als beste Darstellerin mit dem Étoile de Cristal ausgezeichnet. Eine weitere bedeutende Aufgabe erfüllte sie 1959 in der Darstellung der Titelheldin in dem Glaubensdrama Opfergang einer Nonne.

## Privatleben
Audret war von 1965 bis 1973 mit Francis Dreyfus verheiratet. Aus der Ehe ging die gemeinsame Tochter Julie Dreyfus (* 1966) hervor, die ebenfalls eine Schauspielkarriere einschlug. 
Pascale Audret starb im Alter von 64 Jahren als Beifahrerin bei einem Verkehrsunfall.

## Filmografie (Auswahl)
- 1955: Reif auf jungen Blüten (Futures vedettes)
- 1956: Auge um Auge (Œil pour œil)
- 1956: Liebe, Frauen und Paris (Mannequins de Paris)
- 1958: Wenn die Flut kommt (L'eau vive)
- 1958: Die Ratten von Paris (Les jeux dangereux)
- 1959: Die Hölle der Jungfrauen (Bal de nuit)
- 1960: Opfergang einer Nonne (Le dialogue des Carmélites)
- 1961: Mitternachtsmörder (Pleins feux sur l'assassin)
- 1961: Die Feinde (Les ennemis)
- 1961: Gebt mir zehn verzweifelte Menschen (Donnez-moi dix hommes désespérés)
- 1962: Am Ende aller Wege (Le glaive et la balance)
- 1962: Der junge General (La Fayette)
- 1962: Die Karabinieri (Les carabiniers)
- 1963: Tod, wo ist dein Sieg? (Mort, où est ta victoire?)
- 1963: Ein Mann im schönsten Alter
- 1966: Fünf vor 12 in Caracas (Inferno a Caracas)
- 1967: Das Geheimnis des Wilhelm Storitz (Le secret de Wilhelm Storitz)
- 1969: Katmandu (Les Chemins de Katmandou)
- 1974: Das Gespenst der Freiheit (Le Fantôme de la liberté)
- 1977: Herzflimmern in St. Tropez (L'Amant de poche)